# Historia kolei w Belgii

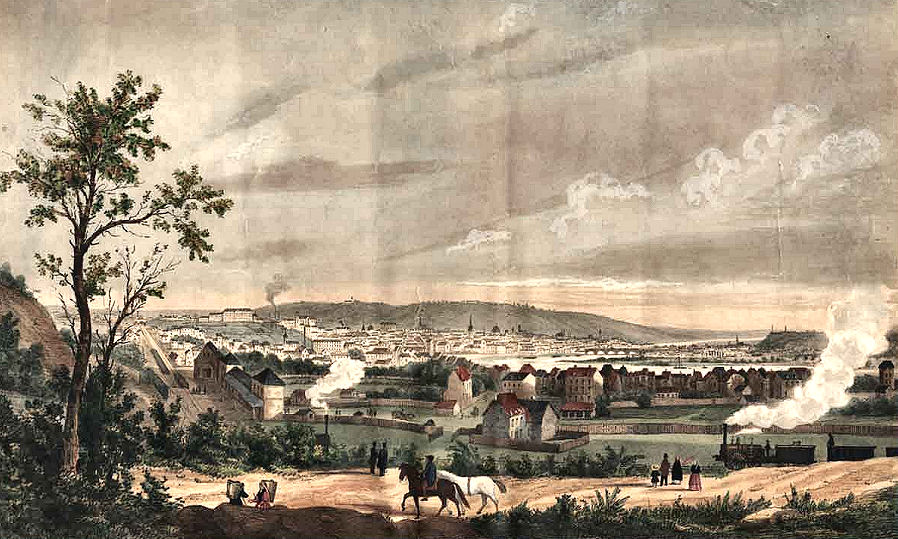
Liège (Leodium), widok pierwszego dworca Guillemins

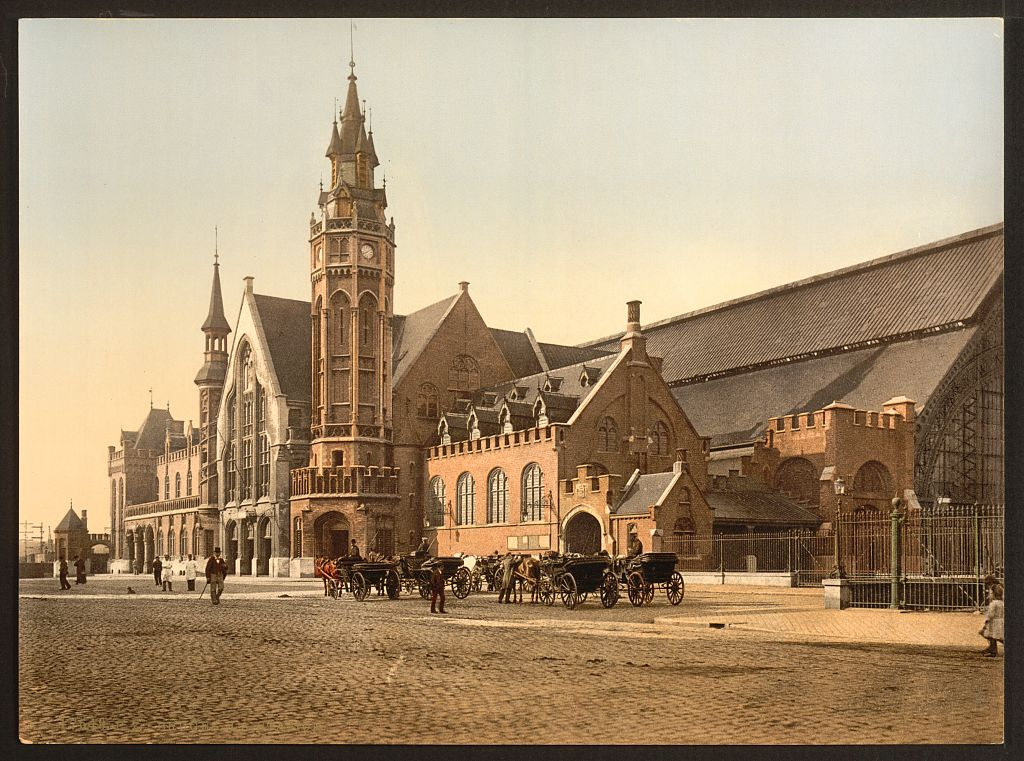
Brugia: nieistniejący, drugi dworzec (z 1878 r.)

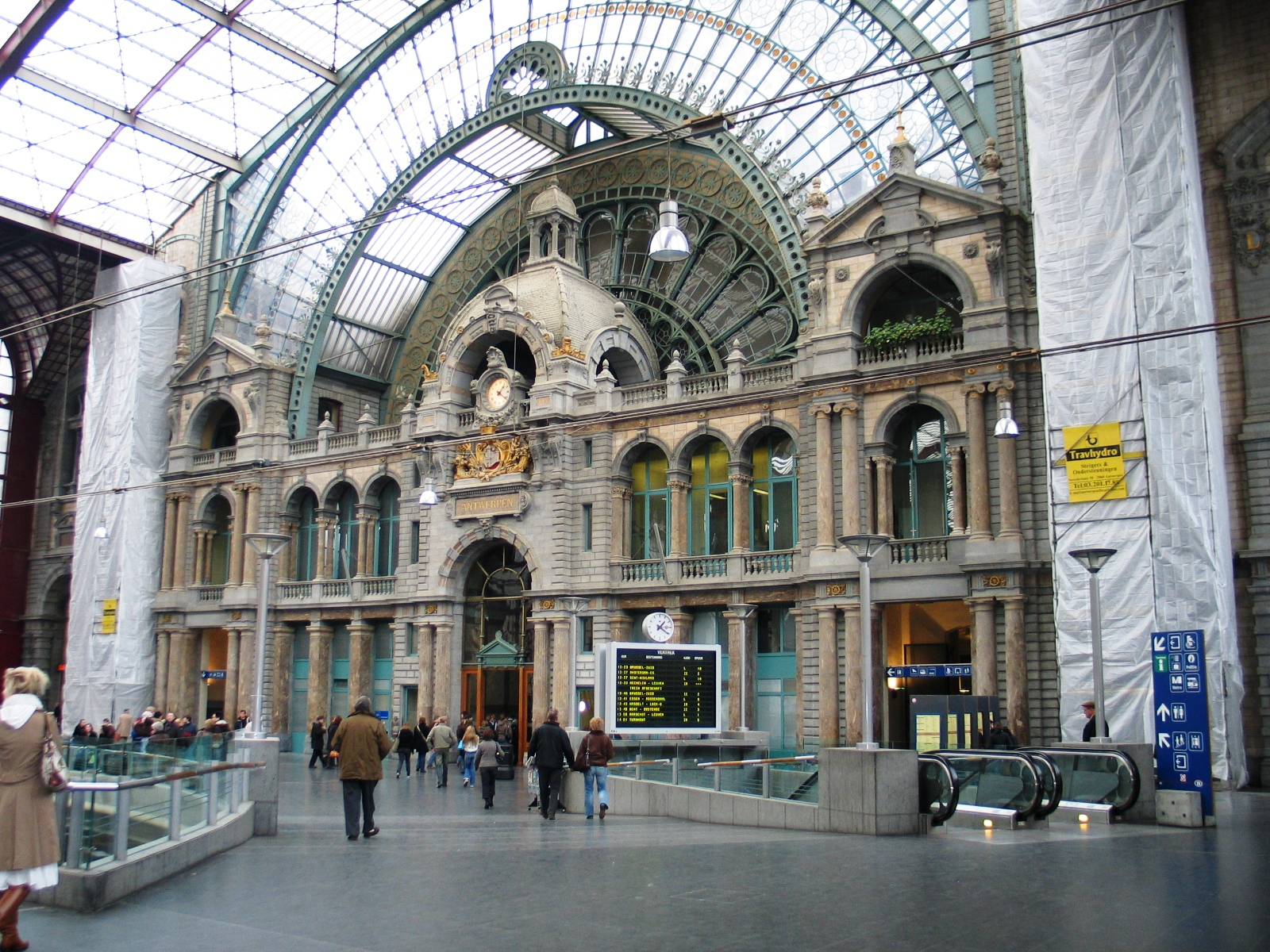
Antwerpia, dworzec Centraal z 1905 r.

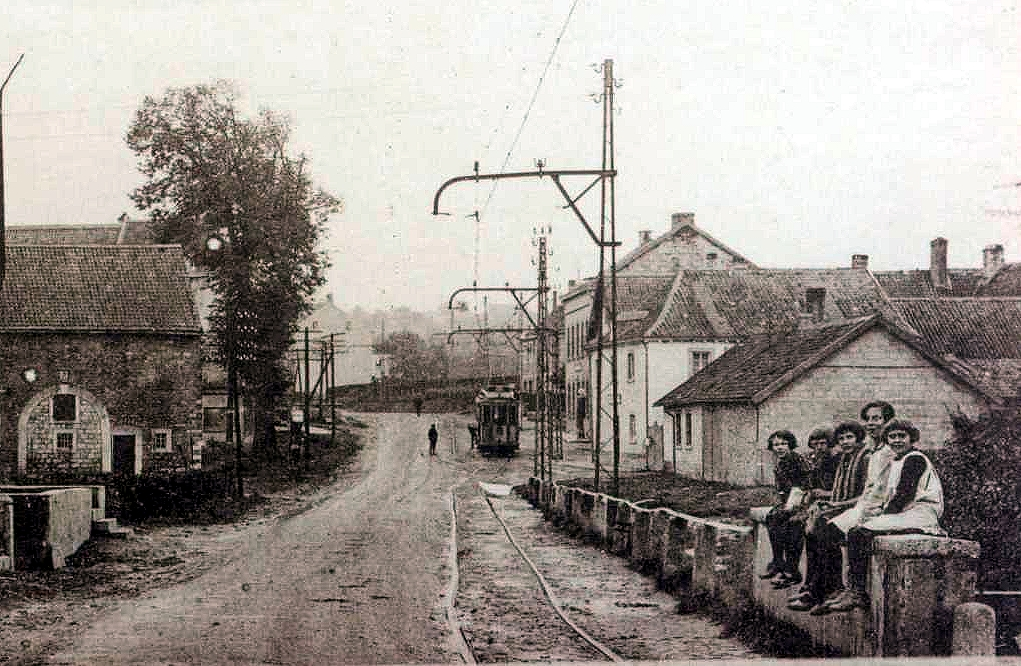
Raeren, typowa linia „vicinalu” (zdjęcie z 1930 r.)

Historia kolei w Belgii

## Ważniejsze wydarzenia
- 5 maja 1835 – otwarcie pierwszej kolei wyłącznie trakcji parowej w kontynentalnej Europie – linii Bruksela – Mechelen (Malines), obsługiwanej przez parowozy brytyjskie Stephensona i Tayleura; element sieci kolei państwowych (Chemins de fer de l’État) realizowanej według z góry założonego planu (pierwszy taki przypadek na świecie); 1836 – przedłużenie do Antwerpii;

Do 1843 r. sieć kolejowa miała już późniejsze główne magistrale, m.in. z Brukseli do Ostendy (przez Gandawę i Brugię), do Akwizgranu (przez Leuven i Liège) i do granicy z Francją przez Mons, a tempo budowy nowych linii było nadal wysokie. Ostatecznie kolejowy system belgijski, liczący 11 029 km długości, zajął pierwsze miejsce na świecie pod względem gęstości sieci.
- 1851 – budowa kolei prywatnej Liège – Namur z kapitałem brytyjskim, odkupionej przez francuską spółkę CF Nord (odtąd kolej CF Nord-Belge);
- 1861 – sieć liczyła 1935 km, z czego 750 km stanowiły linie kolei państwowej État belge;

Systemem uzupełniającym kolejową sieć krajową stały się kolejki dojazdowe (chemins de fer vicinaux), budowane i zarządzane przez przedsiębiorstwo Société nationale des chemins de fer vicinaux / Nationale Maatschappij van Buurtspoorwegen (SNCV / NMVB), utworzone w 1884 r. Kolejki te były przeważnie wąskotorowe, trakcji parowej, elektrycznej lub spalinowej. W dużych aglomeracjach tworzyły systemy elektrycznych tramwajów podmiejskich, a nawet miejskich. W 1925 r., w apogeum rozwoju, sieć „vicinali” liczyła 5200 km. Sieć została niemal w całości zlikwidowana w latach 50. i 60.
- 1920 – umowa o eksterytorialności przechodzących przez Niemcy odcinków Vennbahn (wybudowanej w 1889 r., odcinek między Eupen i Monschau), która została przyznana Belgii po włączeniu do niej powiatów Eupen i Malmedy; obecnie linia jest zamknięta, ale jej eksterytorialny status nadal formalnie obowiązuje;
- 1926 – utworzenie Nationale Maatschappij der Belgische Spoorwegen (NMBS) / Société Nationale des Chemins de Fer Belges (SNCB);
- lata 30. XX w. – otwarcie linii szybkiej Bruksela – Gandawa: liczącą 53,4 km trasę pociągi parowe pokonywały w 32 min (średnia prędkość 100,8 km/h); przy użyciu tej trasy dystans 117 km między Ostendą i Brukselą wymagał 74 min (95,1 km/h)[1];
- 1935 – elektryfikacja linii Bruksela – Antwerpia (=3000 V);
- 1952 – Bruksela: otwarcie sześciotorowej, w większości podziemnej linii średnicowej Jonction Nord-Midi / Noord-Zuidverbinding, budowanej od 1935 r.; budowa wiaduktów i płytkiego tunelu, z nowymi dworcami Midi/Zuid, Nord/Noord i podziemnym Central/Centraal, wymagała przeniesienia 12 tys. osób oraz masowych wyburzeń historycznej zabudowy centrum[2];
- 1994 – otwarcie połączenia Bruksela – Londyn pociągami Eurostar (przez Eurotunel);
- 1997 – otwarcie pierwszej linii wysokich prędkości (LGV / HSL 1) między Lille i Brukselą;
- 2002, 2006 – otwarcie w dwóch etapach linii wysokich prędkości Leuven – Liège – Akwizgran;
- 2005 – podział SNCB/NMBS na zarząd infrastruktury Infrabel i przewoźnika SNCB/NMBS;
- 2007 – otwarcie podziemnej średnicy w Antwerpii, ułatwiającej przejazd szybkich pociągów korytarza transeuropejskiego Paryż – Bruksela – Amsterdam; inwestycja obejmowała gruntowną przebudowę zabytkowego dworca Antwerpen-Centraal.

## Ważniejsi producenci taboru
- John Cockerill (Leodium – Seraing), parowozy od lat 30. XIX w.
- La Brugeoise (Brugia)